# ليندا هودج ماكلولين
ليندا هودج ماكلولين (بالإنجليزية: Linda Hodge McLaughlin)‏ هي قاضية ومحامية أمريكية، ولدت في 13 فبراير 1942 في لوس أنجلوس في الولايات المتحدة، وتوفيت في 7 مارس 1999 في سانتا آنا في الولايات المتحدة.